# Grown Woman
"Grown Woman" é uma canção da cantora e compositora norte-americana Kelly Rowland, gravada durante as sessões de gravação para o seu terceiro trabalho de estúdio, Here I Am (2011). Foi composta pelo cantor norte-americano Ne-Yo, Beite Magnus e Stray Bernt, bem como sendo co-escrita e produzida pelo duo norueguês StarGate. As letras da faixa, cujo ritmo de rhythm and blues (R&B) é moderado, abordam o que invejosos não podem fazer em uma relação de namorados e giram em torno de Rowland a "afirmar a sua maturidade".
Foi enviada a 29 de Junho de 2010 para as principais estações de rádio rhythmic contemporary, urban contemporary e urban adult contemporary como um dos dois primeiros singles norte-americanos de Here I Am. No entanto, em Julho de 2011, foi informado que a música havia sido excluída da edição padrão do disco. Dois dias depois de ser recebida pela rádio, estreou na tabela musical Hot R&B/Hip-Hop Songs no número 87. "Grown Woman" foi lançada em formato digital a 26 de Julho de 2010 em algumas regiões da Europa e na América do Norte.
A faixa foi descrita pela crítica especialista em música contemporânea como diferente do que normalmente é chamado de R&B. Um vídeo musical para "Grown Woman" foi filmado em meados de Agosto de 2010, porém, não foi lançado até hoje.

## Antecedentes e lançamento

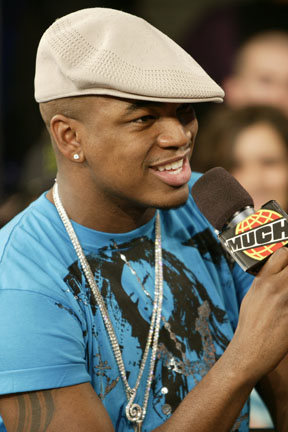
"Grown Woman" foi co-composta por Ne-Yo.

Acompanhando o anúncio de que o primeiro single internacional de Rowland, "Commander" (2010), não seria lançado nos Estados Unidos, uma nova canção, composta por Ne-Yo, foi anunciada como o novo primeiro single norte-americano. Intitulada "Shake Them Haters Off", a faixa de ritmo moderado mostra Rowland "a flectir os músculos". Contudo, esses planos foram alterados mais uma vez, quando a 11 de Junho de 2010, foi anunciado que "Shake Them Haters Off" foi substituída por dois singles diferentes. A 29 de Junho, "Rose Colored Glasses" foi enviada para a estação de rádio contemporary hit radio como um single pop, e também disponibilizado para download digital no mesmo dia. "Grown Woman" foi também lançado para as rádios a 29 de Junho, mas para as estações rhythmic contemporary, urban contemporary e urban adult contemporary. Após a primeira semana, a terceira estação de rádio revelou que "Grown Woman" foi acrescentada à sua biblioteca de música.
"Grown Woman" foi lançada em formato digital a 27 de Julho de 2010 nos Estados Unidos. A capa do single foi revelada a 17 de Junho de 2010 na página online oficial de Rowland. A revista Rap-Up chamou-a de "crescida e sensual".

## Estrutura musical
"Grown Woman" é uma música urbana de R&B composta por Shaffer Smith, Magnus Beite, Stray Bernt, e pelo duo norueguês StarGate, que também produziu a canção. Originalmente publicada como "Grown Ass Woman", a sua letra e tema são baseados em "mulheres que afirmam a sua maturidade e ensinam aos seus pretendentes o que não pode acontecer quando se trata de relacionamentos". A obra faz parte de um trio de canções compostas por Ne-Yo especificamente para Rowland. Em uma conversa de três minutos entre a cantora e o compositor, a canção foi concebida. Ela disse: "Ne-Yo perguntou-me o que eu queria falar [na música], e eu respondi: Eu estou em um espaço diferente. Mudar é muito confortável para mim, e eu estou feliz onde estou. Eu quero uma gravação que declare que estou crescida!"

## Promoção e divulgação
Rowland disse à estação de rádio de Nova Iorque 103.5 KTU FM que o vídeo musical seria filmado na última semana de Julho de 2010. No entanto, a média informou que o vídeo fora filmado em Los Angeles, Califórnia, durante o fim de semana de 21 de Agosto de 2010. É desconhecido se o vídeo foi mesmo filmado ou se em algum dia será lançado para o público. Porém, Rowland interpretou a música ao vivo pela primeira vez na festa do Vevo pós-American Music Awards organizada por Ne-Yo a 21 de Novembro de 2010.

## Alinhamento de faixas
O download digital de "Grown Woman" foi disponibilizado a 27 de Julho de 2010 pela iTunes Store.
- Download digital[13]

1. "Grown Woman" — 3:45

## Desempenho nas tabelas musicais
Nos Estados Unidos, apenas dois dias após o seu lançamento para as rádios a 1 de Julho de 2010, "Grown Woman" estreou na tabela Hot R&B/Hip-Hop Songs no número 87. Na semana seguinte, estreou no número 33 na Urban Adult Contemporary Airplay, resultando em uma subida de 19 lugares no Hot R&B/Hip-Hop, indo ocupar o número 68. Desde então, conseguiu alcançar o pico na posição 22 na Urban Adult Contemporary Airplay depois de ter sido ouvida por mais 920 mil ouvintes. "Grown Woman" também estreou na Urban Contemporary Airplay, no número 40, antes de sair e então aparecer novamente, desta vez no número 39, e atingindo um novo pico no posto 32 na semana seguinte.
| País — Tabela musical (2010)                       | Posição de pico |
| -------------------------------------------------- | --------------- |
| Estados Unidos — Hot R&B/Hip-Hop Songs (Billboard) | 51              |

## Histórico de lançamento
| Região         | Data                 | Formato                              | Editora discográfica |
| -------------- | -------------------- | ------------------------------------ | -------------------- |
| Estados Unidos | 29 de Junho de 2010  | Rádio (rhythmic, urban, urban adult) | Universal Music      |
| Bélgica        | 26 de Julho de 2010  | Download digital                     | Universal Music      |
| Itália         | 26 de Julho de 2010  | Download digital                     | Universal Music      |
| Suécia         | 26 de Julho de 2010  | Download digital                     | Universal Music      |
| Canadá         | 27 de Julho de 2010  | Download digital                     | Universal Music      |
| Estados Unidos | 27 de Julho de 2010  | Download digital                     | Universal Motown     |
| Noruega        | 2 de Agosto de 2010  | Download digital                     | Universal Music      |
| Países Baixos  | 13 de Agosto de 2010 | Download digital                     | Universal Music      |